# فرودگاه تریر-فورن
فرودگاه تریر-فورن (به انگلیسی: Trier-Föhren Airport) (به زبان بومی: Flugplatz Trier-Föhren) یک فرودگاه همگانی است که یک باند فرود بتن دارد و طول باند آن ۱۲۰۰ متر است. این فرودگاه در شهر تری‌یر کشور آلمان قرار دارد و در ارتفاع ۲۰۳ متری از سطح دریا واقع شده است.